# هاینتس کویاتکوسکی

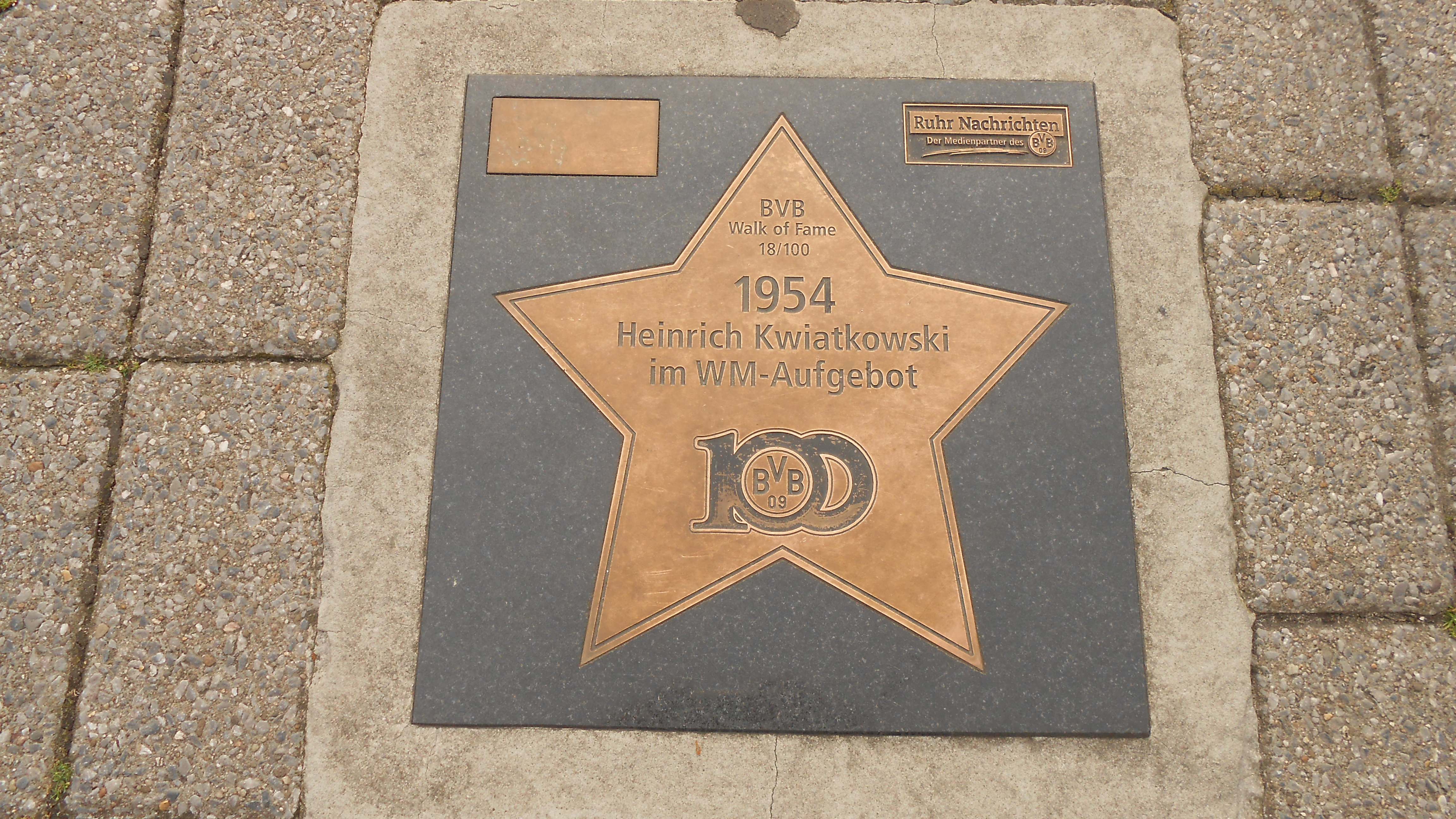
لوح هاینتس کویاتکوسکی به عنوان پیش‌کسوت باشگاه بورسیا دورتمند

هاینتس کویاتکوسکی (به آلمانی: Heinz Kwiatkowski) بازیکن فوتبال و دروازه‌بان اهل آلمان است که از سال ۱۹۵۴ میلادی عضو تیم ملی فوتبال آلمان بوده‌است. وی در ۴ بازی ملی حضور داشته است و آخرین بازی ملی خود را در سال ۱۹۵۸ میلادی انجام داد. هاینتس کویاتکوسکی در بازی‌های ملی‌اش گلی به ثمر نرساند.